# Ondrej Nepela
Ondrej Nepela (Bratislava, 22 gennaio 1951 – Mannheim, 2 febbraio 1989) è stato un pattinatore artistico su ghiaccio cecoslovacco.
Era specializzato nel singolo.

## Biografia
È nato a Bratislava nel 1951.
La sua carriera comincia praticamente da bambino, nel 1958 e a soli 13 anni, partecipa alle Olimpiadi invernali di Innsbruck 1964, classificandosi ventiduesimo nella gara individuale maschile di pattinaggio artistico su ghiaccio.
Ai campionati europei di pattinaggio di figura del 1966, svoltisi nella sua città natale, conquista la medaglia di bronzo, replicandosi nei due anni successivi conquistando altre due medaglie di bronzo europee a Lubiana nel 1967 e a Västerås nel 1968. Partecipa anche alle Olimpiadi invernali 1968 classificandosi ottavo.
Nel 1969 vince la sua prima medaglia ai campionati mondiali di pattinaggio di figura, in particolare ottenne l'argento nell'edizione di Colorado Springs. Ottiene altre medaglie mondiali nelle edizioni successive, in particolare conquista la medaglia d'argento a Lubiana nei mondiali 1970 e poi tre medaglie d'oro consecutive: a Lione nel 1971, a Calgary nel 1972 e a Bratislava nel 1973.
Praticamente negli stessi anni vince cinque medaglie d'oro a livello europeo consecutive, trionfando nel pattinaggio artistico su ghiaccio individuale nelle edizioni dei campionati europei 1969, 1970, 1971, 1972 e 1973.
Nel 1972 vince la sua unica medaglia olimpica, peraltro d'oro, nel pattinaggio di figura, alle Olimpiadi invernali di Sapporo 1972.
Ritiratosi nel 1973, ha intrapreso l'attività di allenatore, seguendo tra gli altri Claudia Leistner.
È deceduto a Mannheim (Germania) a soli 38 anni, per complicanze dovute a AIDS e problemi di salute ai linfonodi.

## Risultati
| Risultati                | Risultati      | Risultati      | Risultati      | Risultati      | Risultati      | Risultati      | Risultati      | Risultati      | Risultati      | Risultati      |
| Internazionale           | Internazionale | Internazionale | Internazionale | Internazionale | Internazionale | Internazionale | Internazionale | Internazionale | Internazionale | Internazionale |
| Evento                   | 1963–64        | 1964–65        | 1965–66        | 1966–67        | 1967–68        | 1968–69        | 1969–70        | 1970–71        | 1971–72        | 1972–73        |
| ------------------------ | -------------- | -------------- | -------------- | -------------- | -------------- | -------------- | -------------- | -------------- | -------------- | -------------- |
| Olimpiadi invernali      | 22º            |                |                |                | 8º             |                |                |                | 1º             |                |
| Campionati mondiali      | 17º            | 16º            | 8º             | 6º             | 6º             | 2º             | 2º             | 1º             | 1º             | 1º             |
| Campionati europei       |                | 8º             | 3º             | 3º             | 3º             | 1º             | 1º             | 1º             | 1º             | 1º             |
| Universiadi              |                |                |                |                |                |                | 1º             |                |                |                |
| Nazionale                |                |                |                |                |                |                |                |                |                |                |
| Campionati cecoslovacchi |                | 1º             | 1º             | 1º             | 1º             | 1º             |                | 1º             | 1º             | 1º             |